# Anacronismo

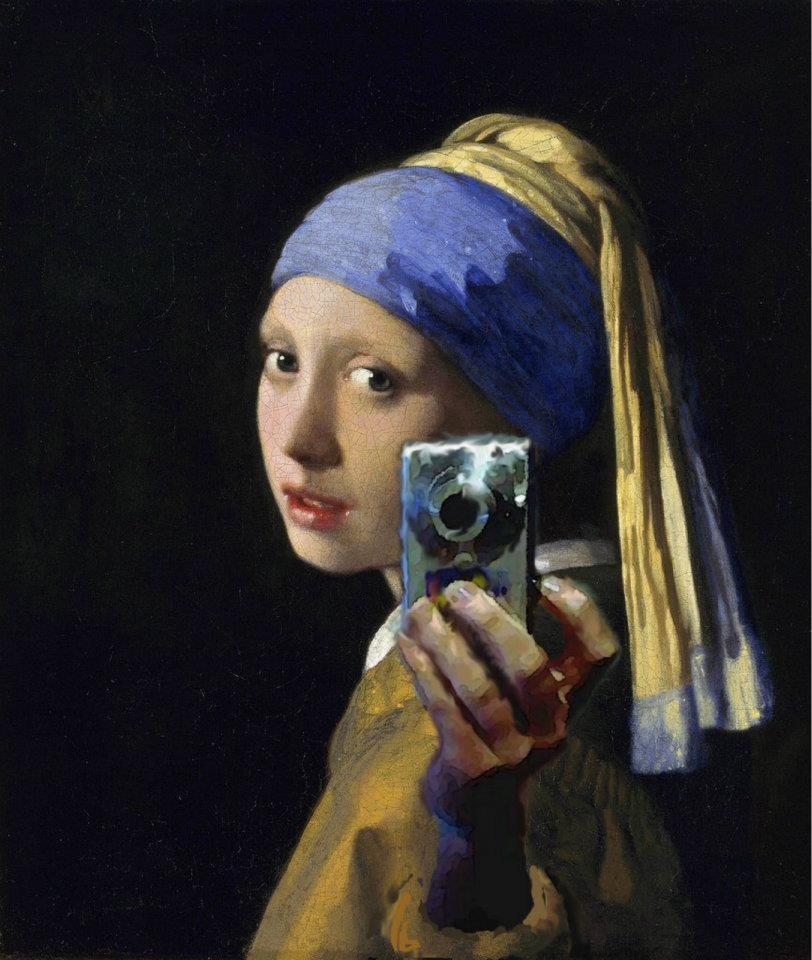
Releitura de Moça com o Brinco de Pérola (1665), de Johannes Vermeer, com o elemento anacrônico da câmera fotográfica.

Anacronismo (do grego ἀνά "contra" e χρόνος "tempo") é qualquer parecer, leitura ou julgamento sobre um acontecimento ou elemento histórico de maneira a situá-lo numa temporalidade distinta da sua época original. Apesar de ser uma palavra de estrutura morfológica derivada do grego, só passou a ter um sentido cronológico a partir do século XVI. O surgimento da noção moderna de anacronismo é situado por Herman Ebeling em De Emendatione Temporum (1583) de Joseph Justus Scaliger, publicado um ano após o estabelecimento do calendário gregoriano e que apontava inúmeros erros de cronologia existentes em fontes antigas. O anacronismo depende da percepção de um tempo único, que serve de referência para avaliações adequadas tendo em vista o processo de sincronização de diferentes temporalidades. Esse processo de sincronização, permitiu que Joseph Justus Scaliger dividisse o anacronismo em dois: o procronismo, ou anacronismo "de ontem para hoje"; e o metacronismo, ou anacronismo "de hoje para ontem". Comumente é tido como um erro cronológico, expressado na falta de alinhamento, consonância ou correspondência com uma época. Ocorre quando pessoas, eventos, palavras, objetos, costumes, sentimentos, pensamentos ou outras coisas que pertencem a uma determinada época são retratados noutra época. O anacronismo também pode ser usado intencionalmente para fins de retórica, propaganda, comédia ou choque. Anacronismos não intencionais podem ocorrer quando um escritor, artista ou performer desconhece as diferenças de tecnologia, terminologia e linguagem, costumes e atitudes, ou mesmo modas entre diferentes períodos e épocas históricas. De forma geral, o termo anacronismo pode estar associado a características negativas ou positivas. Em sua negatividade, ele é um indicador de ausência de consciência histórica e remete ao erro cronológico característico da forma de pensar pré-moderna. Em sua positividade, está ligado à presença da consciência histórica, surgida na Modernidade, que reconhece as múltiplas temporalidades existentes ao longo da história e as diferenças entre elas. 
Ao menos desde o século XII europeu, há indícios escritos e imagéticos da percepção humana sobre a diferença qualitativa entre passado e presente, que os tornaram tempos únicos e singulares. No século XIV, o sentimento de distância temporal entre passado e presente se difunde na Europa. Tal noção se aprofunda e dissemina ainda mais ao longo do Renascimento europeu, em especial com a Reforma Protestante, quando se enxerga o presente como um momento de declínio, gerando um novo sentido de passado. É por volta de 1650 que eruditos religiosos como Dionísio Petávio, Piero Sforza Pallavicino, Jacques Bossuet e Pierre-Daniel Huet difundem a palavra anacronismo, tanto em latim - anachronicus - quanto em italiano, francês e inglês. O surgimento do senso de anacronismo, por sua vez, está ligado a figuras de artistas, especialmente italianos, sendo um importante marco na história cultural europeia. O século XVIII é um momento importante para o desenvolvimento do sentimento de anacronismo pois é quando surge a ideia de História enquanto a unificação de histórias particulares, o abandono da percepção do passado como repositório de lições morais e a solidificação da percepção que a pesquisa histórica é realizada e orientada por um sujeito - o historiador - que tem uma subjetividade. Já nos séculos XX e XXI, são os historiadores da arte que lideram essa discussão. 
Embora fortemente criticada no meio histórico, a visão do anacronismo como um pecado da historiografia não foi superada. Estudiosos feministas, pós-coloniais e marxistas são os mais acusados de anacronismo por utilizarem um conjunto de conceitos alheios ao período que estudam. Em contra partida, abordagens procurando se distanciar de rótulos pejorativos têm lançado mão de perspectivas que fomentam o uso da meticulosidade e uma perspectiva criteriosa nas análises de passado e presente. No combate às acusações profissionais e o tabu do anacronismo, é trazida a perspectiva de Marc Bloch, que pensava o anacronismo como inevitável, intrínseco e mesmo necessário a prática historiográfica, uma vez que historiadores trariam consigo, ao fazer história, sua própria época.

## História do anacronismo

### Idade Média
Ao menos desde o século XII europeu, há indícios escritos e imagéticos da percepção humana sobre a diferença qualitativa entre passado e presente, que os tornaram tempos únicos e singulares. Esse distanciamento histórico entre as dimensões temporais é observado, por exemplo, no debate entre antigos e modernos ou mesmo nos conceitos de translatio imperii e translatio studii. Essa percepção da diferença temporal continuou no século XIII europeu. O artista italiano Nicola Pisano, por exemplo, realizou as roupas de suas esculturas, que representavam pessoas da Roma Antiga, de forma a parecerem com o padrão utilizado pelos romanos ao invés de parecerem com vestimentas comuns à época em que ele vivia. Isso marca uma consciência da diferença temporal e uma intenção de distingui-las em sua singularidade histórica.
No século XIV, o sentimento de distância temporal entre passado e presente se difunde na Europa. Como exemplo mais significativo dessa percepção, tem-se os escritos de Petrarca que, ao afirmar a alteridade entre a Antiguidade Clássica e o tempo em que vivia, estabelece a divisão entre Idade Antiga, Idade Média e Idade Moderna, enquanto momentos históricos essencialmente diferentes.

### Renascimento

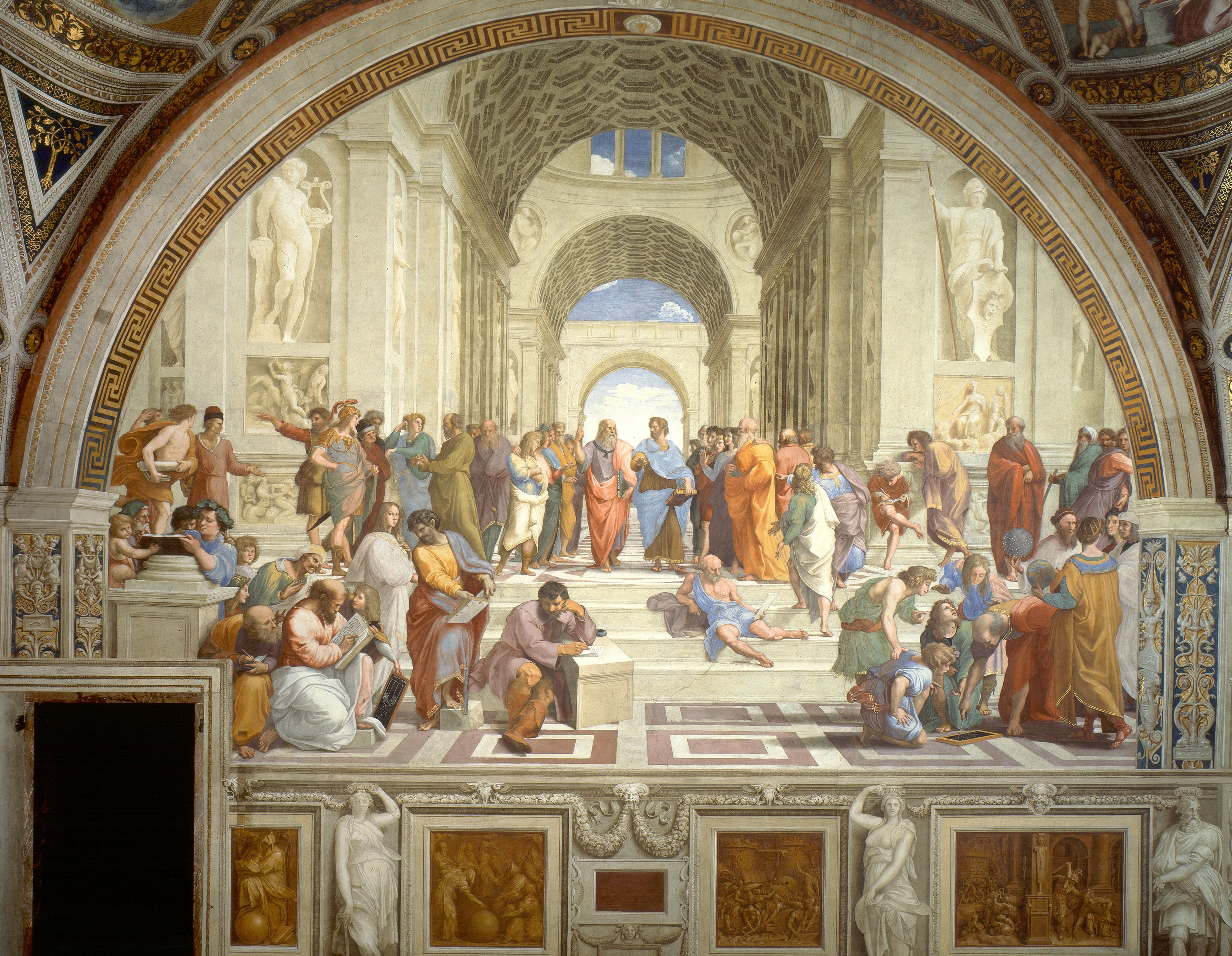
A Escola de Atenas, de Rafael, demonstra caráter anacrônico no momento em que não apresenta um erro de datação, mas uma impossibilidade histórica, ao colocar Aristóteles e Platão em um cenário incoerente com o contexto da Grécia Antiga.

A interpretação de que o Renascimento é um momento de tomada de consciência da singularidade das compreensões de mundo formuladas pelos sujeitos históricos em diferentes épocas se difundiu no livro A cultura do Renascimento na Itália (1860) de Jacob Burckhardt. Nos séculos XV e XVI, um pequeno grupo de humanistas e artistas expressou em suas obras a noção de distância entre o presente e o passado, pressuposto básico para a possibilidade de existência de um anacronismo. O exemplo mais famoso produzido no Renascimento da percepção de distância temporal foi a argumentação de Lorenzo Valla a favor do entendimento da Doação de Constantino como uma falsificação. Através de uma análise filológica, Valla contestou a autenticidade do documento já que a palavra sátrapa não existia na língua latina na época de Constantino, constituindo um anacronismo textual revelador de sua falsidade.
Contudo, essa percepção de distância temporal não era difundida entre os letrados da época e muito menos na população europeia de forma geral, que entendia o passar do tempo como produtor de continuidades. Essas duas atitudes renascentistas em relação à experiência do tempo - enquanto produtora de diferenças ou de continuidades - é visível em objetos artísticos que ora representam romanos com roupas clássicas típicas, ora representam os próprios renascentistas em vestes clássicas.
No século XVI, a noção de distância temporal se aprofunda ainda mais com a Reforma Protestante, que, ao salientar as transformações entre uma igreja primitiva e uma igreja moderna, enxerga o presente como um momento de declínio, gerando um novo sentido de passado. Ainda assim, permanecia forte a perspectiva de que o presente e a Antiguidade Clássica estavam situados num mesmo horizonte histórico e, consequentemente, desprezava-se a noção de distância temporal, que só será proeminente com a temporalização da história a partir do século XIX, que é simultânea à percepção de aceleração do tempo histórico.

### Século XVII
Há, no século XVII, o crescimento da noção de distância temporal, especialmente entre eruditos europeus. É por volta de 1650 que jesuítas, como Dionísio Petávio e Piero Sforza Pallavicino, e bispos, como Jacques Bossuet e Pierre-Daniel Huet, difundem a palavra anacronismo, tanto em latim - anachronicus - como em italiano, francês e inglês. Por sua vez, o surgimento do senso de anacronismo está ligado a figuras de artistas, especialmente italianos, sendo um importante marco na história cultural europeia.

### Século XVIII e XIX

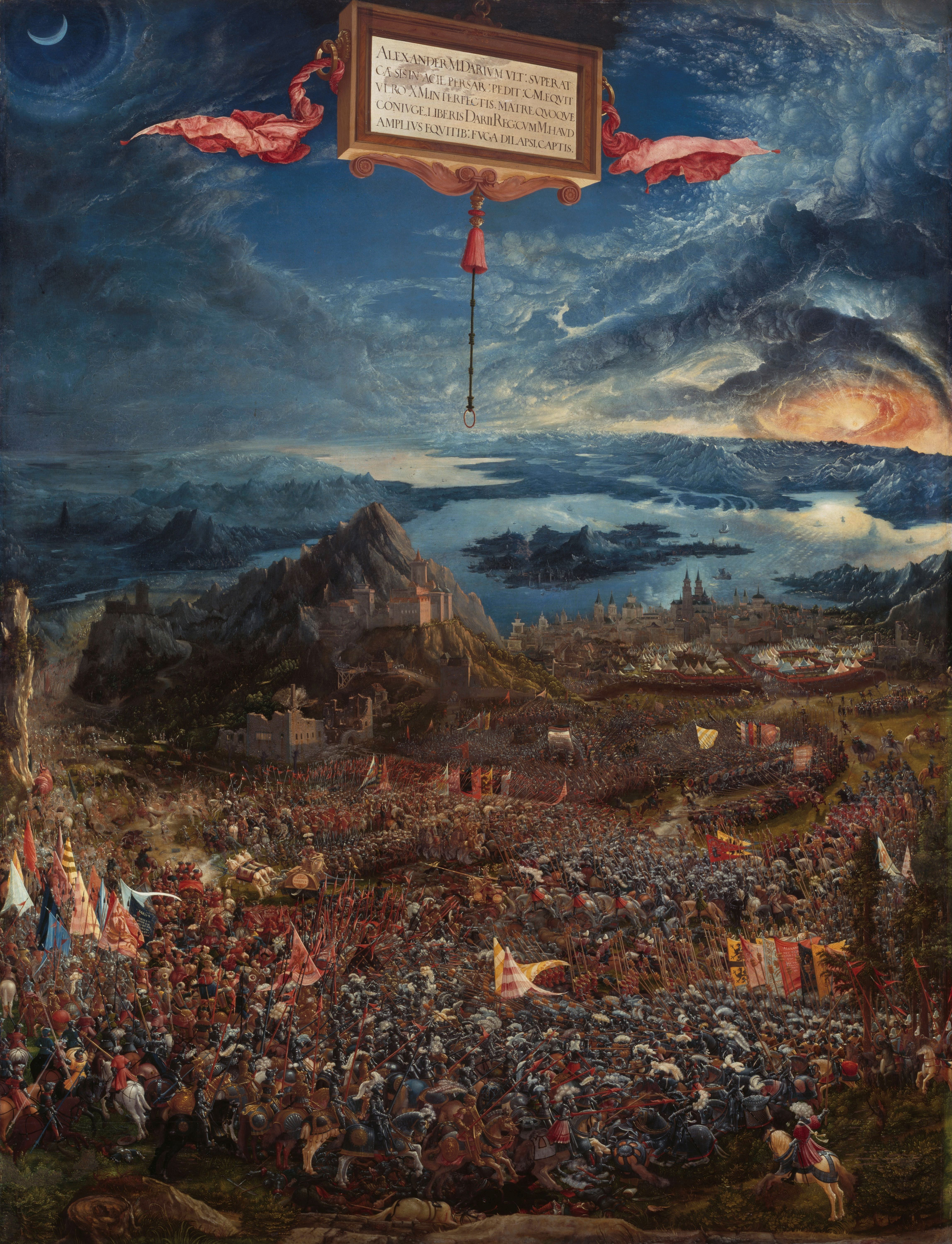
A Batalha de Alexandre em Isso, pintura repleta de anacronismo e, por isso, criticada por autores oitocentistas.

O século XVIII é um momento importante para o desenvolvimento do sentimento de anacronismo pois, segundo Reinhart Koselleck, surge a ideia de História enquanto a unificação de histórias particulares, o abandono da percepção do passado como repositório de lições morais e a solidificação da percepção que a pesquisa histórica é realizada e orientada por um sujeito - o historiador - que tem uma subjetividade. Nesse momento, destaca Koselleck, anacronismos cometidos no passado são destacados por autores europeus oitocentistas, como as críticas de Friedrich Schlegel ao quadro A batalha de Alexandre em Isso (1529) de Albrecht Altdorfer. Schlegel, ao contemplar essa pintura cerca de 300 anos depois de sua realização, apontou anacronismos derivados de uma noção de distância temporal alheia ao pintor, que enxergava a Antiguidade Clássica e a sua época como integrantes de um horizonte histórico comum. Assim, Altdorfer usufruiu de elementos de seu tempo para retratar aquele evento ocorrido em um passado distante. Nos seus elementos anacrônicos, o quadro retrata, por exemplo, os soldados de Alexandre, o Grande como soldados lansquenetes da Batalha de Pavia e os persas têm suas vestes muito semelhantes às dos soldados turcos contemporâneos a Altdorfer, que tinham sitiado Viena no mesmo ano. Com isso, o pintor acaba por retratar a batalha de Isso dentro de uma noção de atemporalidade onde o quadro, segundo Koselleck, acaba por representar a luta entre Cristo e Anticristo, mesmo que essas não tenham sido preocupações existentes nesta batalha.

### Século XX e XXI
Nos séculos XX e XXI, são os historiadores da arte que lideram a discussão acerca do anacronismo. O desenvolvimento desse conceito tem papel importante dentro da história da arte com discussões capitaneadas por Aby Warburg, Fritz Saxl e Erwin Panofsky. Enquanto Panofsky se destaca por sua diferenciação entre perspectiva histórica e perspectiva pictórica no Renascimento italiano, Saxl concentrou-se no interesse do pintor Andrea Mantegna pela história, assim como sua amizade com o antiquário Frei Feliciano de Verona. Warburg, por sua vez, chamou atenção à representação artística das formas de se vestir ao longo da história. Para o historiador inglês Peter Burke, o reconhecimento das mudanças nas vestimentas ao longo do tempo é o sinal mais claro da existência de uma compreensão de distância histórica.
Segundo Didi-Huberman, o campo de estudo da história da arte é naturalmente anacrônico, pois lida com diferentes tempos, pontos de vista e perspectivas em comparação direta. Didi-Huberman utiliza o conceito duplo-anacronismo para compreender as obras de artes já que, por vezes, são anacrônicas e representam o objeto retratado também de forma anacrônica.

## Características
De forma geral, o termo anacronismo pode estar associado a características negativas ou positivas. Em sua negatividade, ele é um indicador de ausência de consciência histórica e remete ao erro cronológico característico da forma de pensar pré-moderna. Em sua positividade, está ligado à presença da consciência histórica, surgida na Modernidade, que reconhece as múltiplas temporalidades existentes ao longo da história e as diferenças entre elas.

### Indicador de ausência

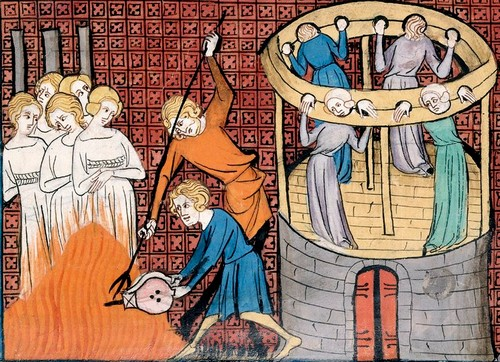
Gravura do século XIV sobre caça às bruxas que comunica a ideia de uma Idade Média sombria e violenta, como entendida pelos humanistas.

Segundo Peter Burke, o anacronismo pode ser entendido, em um primeiro momento, como a percepção renascentista do distanciamento histórico entre os séculos XV e XVI em contraste a um tempo prévio, a Idade Média, e um passado clássico longínquo, a Idade Antiga. Essa concepção admite que os humanistas foram os primeiros filósofos a pensarem a distância entre as épocas na medida em que caracterizavam a Idade Média como um período negativo, bárbaro e sombrio, enquanto a Idade Antiga, por outro lado, evocaria um período próspero e nostálgico aos modernos. A ideia de que as pessoas anteriores ao renascimento não diferenciavam um tempo passado de seu próprio tempo é reforçada com base nos argumentos dos intelectuais Karl Lamprecht, Erich Auerbach e Gaston Paris de que para os homens medievais o mundo havia sido sempre o mesmo durante toda sua existência.
Anacronismo foi considerado, portanto, um indicador da ausência de distanciamento histórico, perspectiva e percepção de passado durante a Idade Média. Esta proposição foi difundida por intelectuais renascentistas. Em contrapartida, medievalistas discordam que a percepção de passado, enquanto algo distante e diferente do presente, tenha surgido apenas durante o renascimento. Robert D. Black, por exemplo, afirma que a Idade Média não pode ser caracterizada somente em termos de ausência e que exemplos de anacronismo extraídos dos séculos XIV e XV poderiam ser considerados tanto como parte da Idade Média quanto do Renascimento europeus. Além da crítica de historiadores medievalistas em relação às declarações humanistas de que não havia um senso de passado durante o medievo, há uma série de argumentos que buscam afirmar que a ideia de passado é posterior ao próprio Renascimento.

### Marcador de presença
O anacronismo como marcador de presença da percepção de passado se verifica a partir da lógica inversa ao seu sentido como indicador de ausência. Essa dicotomia, conforme Peter Burke, construiu a ideia de que só existiria passado enquanto reconhecimento de alteridade a partir dos humanistas renascentistas.

## Significados
Anacronismo é um termo cujo significado e aplicação varia de acordo com a compreensão da experiência do tempo. Apesar de ser uma palavra com estrutura morfológica derivada da língua grega, o termo só passou a ter um sentido cronológico a partir do século XVI. O surgimento da noção moderna de anacronismo é situado por Herman Ebeling em De Emendatione Temporum (1583) de Joseph Justus Scaliger, publicado um ano após o estabelecimento do calendário gregoriano e que apontava inúmeros erros de cronologia existentes em fontes antigas.
Dentro da ciência histórica, o anacronismo pode identificar o uso de categorias e conceitos do tempo presente para explicar ou entender outras experiências históricas, o pertencimento de um acontecimento, crença ou objeto ao momento histórico que lhe dá contexto, ou ainda a anormalidade de um sujeito que não pertence ao tempo histórico do qual faz parte. Nesse contexto, o anacronismo reside na busca no passado de experiências e conceitos idênticos a atualidade ou em apontar a existência de alguma crença incompatível com determinado período histórico.

### Obsolescência e erro de cronologia
A pesquisa histórica frequentemente utiliza de textos de outras épocas e o historiador acaba tendo o papel de voz ao passado. A singularidade da História em relação à produção de anacronismos, portanto, está ligada a dupla temporalidade de seu discurso. A linguagem é uma importante fonte de anacronismos porque permite a criação de palavras para ideias temporalmente marcadas. Tanto a época do historiador quanto a época do objeto, evento ou processo histórico estudado têm sua linguagem própria a ser respeitada, sendo tarefa do historiador escrever um texto que represente e permita apresentar o que não mais existe.
O caráter construtivo da história exige do historiador que exerça o seu espírito crítico com o intuito de superar as barreiras da observação e do conhecimento indireto. A busca por semelhanças entre eventos passados e contemporâneos auxilia na compreensão, mas também abre margem para erros, entre eles o anacronismo, que Lucien Febvre chamou de “o maior dos pecados” do historiador.
A produção do anacronismo por meio de conceitos ocorre quando o historiador assume erroneamente que os atores históricos que analisa pensavam como um sujeito contemporâneo. Comumente, conceitos que produzem anacronismos sobre eventos passados são aqueles que não levam em conta o anacronismo inverso, o metacronismo, de supor que um sujeito histórico pensou como um homem moderno. Existem também casos em que o termo utilizado provoca anacronismos por referir-se a um movimento temporalmente específico, como quando procura-se no passado precursores de um movimento típico a um período ou data.

### Criatividade artística

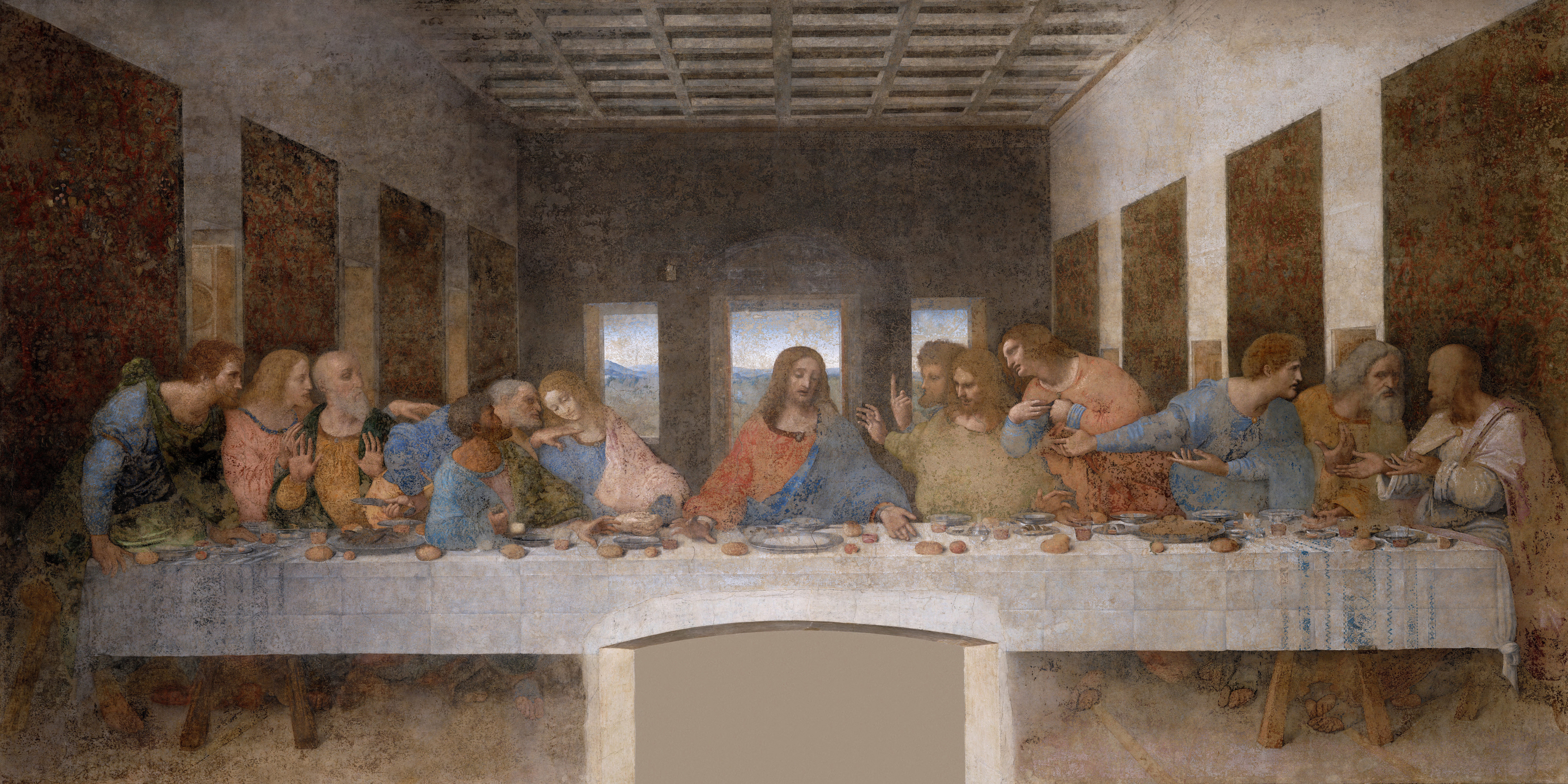
A Última Ceia, pintura de Leonardo da Vinci, representa a passagem da santa ceia de maneira anacrônica ao apresentar Jesus e seus apóstolos sentados à mesa. No período retratado as refeições eram feitas em tapetes no chão.

O anacronismo também pode ser um artifício intencional no momento em que o autor lança mão de um olhar que vê a  impossibilidade histórica, ao invés de um erro cronológico, de determinado fenômeno. Essa estratégia autoral pode ser vista principalmente nos campos da literatura e da arte, em que integra como elemento fundamental da obra a ser desenvolvida. Na literatura, o recurso da intertextualidade é um anacronismo intencional, assim como a reprodução de um modo de escrita inspirado no passado como forma de fazer emergir uma crítica ao mundo contemporâneo. Na arte, por outro lado, o anacronismo é visto como fruto de uma interação de caráter dialético entre passado e presente. A arte, dentro dessa perspectiva, nasce desse encontro anacrônico, sendo o anacronismo um elemento fomentador de um "sentido existencial proeminente".
O anacronismo das artes se manifesta de múltiplas formas. Pode ser por meio de inspirações diretas, quando um artista se baseia em uma obra de outro tempo para realizar a sua, mas também por meio de diferentes autores, em seus diferentes contextos e tempos, terem contato com a mesma inspiração. A obra Sacra Conversazione, pintada por Fra Angelico entre 1438 e 1450, por exemplo, tem um estilo semelhante aos "drippings" do século XX de Jackson Pollock, indicando que ambos os pintores se basearam em obras e influências dos mais diversos tempos para realizarem seus trabalhos, mas não necessariamente que Pollock teve sua inspiração nas obras de Fra Angelico.

### Condição existencial
O classicista Glenn W. Most argumenta que o anacronismo é inerente ao ser humano por causa de sua capacidade imaginativa, que o permite ocupar diversas temporalidades de forma simultânea assim como experimentar o tempo em sua forma acelerada ou lenta. Ao possuir a consciência de poder viver em múltiplas temporalidades, o ser humano constrói a noção de tempo, algo imperceptível para os outros animais.
Diferentes níveis de distância histórica produzem maiores ou menores graus de percepção em relação ao anacronismo, o que leva a diferentes expressões de percepção do tempo na literatura, nas artes, e na política ao longo da história. Segundo Peter Burke, autores modernos possuem maior percepção de distância histórica do que os humanistas renascentistas. Da mesma forma que, ele argumenta, os humanistas possuíam maior grau de percepção do que seus antecessores da Idade Média.

### Ferramenta intelectual
Na primeira metade do século XX, Marc Bloch apontava que o historiador está permeado por sua própria época, sendo o anacronismo um elemento ativo deste profissional já que a única forma de produzir conhecimento histórico sem elementos anacrônicos seria reproduzir exatamente as palavras da fonte estudada, inibindo o historiador de exercer análises. O historiador francês considerava o anacronismo intrínseco ao fazer historiográfico pois constitui a sua historicidade e denuncia em si mesmo a sua localização no tempo.
Além disso, Nicole Loraux percebe, a partir de Marc Bloch, que o anacronismo é utilizado como um elemento de tradução, onde se estabelecem, a partir das analogias ou de um vocábulo do presente, abordagens que não foram pensadas pelos sujeitos da época estudada. Assim, ela propõe que é no uso de termos conhecidos no presente e estranhos ao passado que o historiador tem a oportunidade de analisar as transformações históricas ocorridas.
Dessa forma, não apenas as teorias e os conceitos analíticos são construções formuladas em um tempo posterior ao das fontes como também as perguntas e as respostas que são feitas ao passado partem daquele que investiga. Esse tipo de anacronismo linguístico, argumenta Miri Rubin, é impossível de ser contornado. Mesmo que fosse possível usar termos exclusivamente de época, as palavras possuem significados distintos a depender de quando e onde foram empregadas, como bem demonstra o estudo da semântica histórica conduzido por Reinhart Koselleck.

### Tabu e acusação profissional
O anacronismo, desde o século XIX, é fortemente criticado no ambiente acadêmico a ponto de se tornar um dos principais pecados que o historiador pode cometer no exercício de seu trabalho. Na virada do século XXI, esse tabu foi reafirmado em diversos contextos sociopolíticos. Nos Estados Unidos, na Austrália, na Colômbia e na Europa Oriental, pesquisadores como Eric Hobsbawm, Lynn Hunt, David R. Oldroyd e Renán Silva Olarte reiteram essa perspectiva como meio de proteger o trabalho historiográfico da instrumentalização política.  Em especial, estudiosos feministas, pós-coloniais e marxistas são os mais acusados de anacronismo por utilizarem um conjunto de conceitos alheios ao período que estudam, a exemplo de Dipesh Chakrabarty e Sanjay Subrahmanyam. De qualquer forma, aqueles que defendem a manutenção do anacronismo como um tabu para a investigação histórica argumentam que ele contribui para o estabelecimento de limites e na fiscalização do trabalho historiográfico, ao separar historiadores profissionais dos demais cientistas.
A mais conhecida acusação profissional relativa a uma situação de anacronismo foi feita por Lucien Febvre, em ataque a proposição do historiador da literatura Abel Lefranc de que o renascentista François Rabelais seria um ateu. Febvre compreendia o anacronismo como o  "pecado entre os pecados", "entre todos imperdoável" e um erro anti-histórico. Tal visão não é original de Febvre. Em 1910, Elmer Edgar Stoll condenava leituras modernizadas das obras de Shakespeare acusando anacronismo de ser uma idolatria. Foi o filósofo Jacques Rancière que forneceu a mais radical critica ao anacronismo, entendendo sua posição de tabu com um esforço para homogeneizar sujeitos pertencentes a uma mesma época e paralisa-los no tempo.

## Cronismos

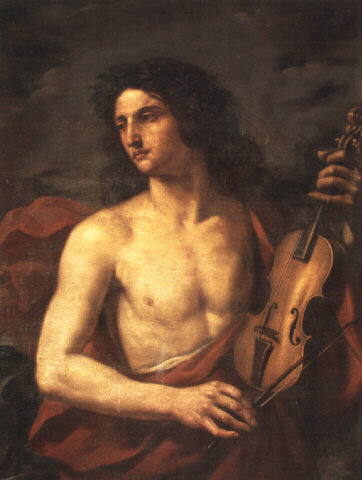
Orfeu, personagem da mitologia da Grécia Antiga, representado com um violino, instrumento que não existia antes do século XVI.

O anacronismo depende da percepção pelo ser humano de um tempo único, que serve de referência para avaliações adequadas tendo em vista o processo de sincronização de diferentes temporalidades. Esse processo de sincronização, permitiu que Joseph Justus Scaliger dividisse o anacronismo em dois tipos de erros de cronologia: o procronismo e o metacronismo. Contudo, desde finais do século XVII, concorreu com essa divisão de Scaliger outra que propunha anacronismo como erro cronológico anterior e paracronismo enquanto erro cronológico posterior. Paracronismo não teve ampla utilização, ao contrário dos outros três marcadores temporais anacronismo, procronismo e metacronismo.
Como destacam Achim Landwehr e Tobias Winnerling, entre os séculos XVI e XVIII, anacronismo, procronismo, paracronismo e metacronismo eram utilizados para estabelecer conexões entre o presente e as outras dimensões temporais da vida humana. Essa multiplicidade de palavras para indicar um erro cronológico, é tida pelos autores como indicativo de certa necessidade de precisão analítica no estabelecimento de uma ordem do tempo que refinava o muito genérico "erro contra a cronologia". Os diversos cronismo são postos por Landwehr e Winnerling como um conjunto de marcadores temporais que expressam uma temporalidade particular dentro de uma ordem sacralizada do tempo.

### Procronismo
Um procronismo, ou anacronismo "de ontem para hoje", ocorre quando um evento histórico é analisado ou descrito sob uma perspectiva ou ponto de vista anterior ao seu; quando há a utilização de conceitos atuais inadequados para analisar problemas históricos e sociedades passadas; e quando, na leitura de um texto de outro época, sua interpretação é compromete ao atribuir a um termo significado diferente do moderno.
O procronismo também pode ser definido como o uso ou a referência, hoje, a objetos e ideais ainda não inventados ou estranhos ao tempo presente ou passado. Um exemplo, nesse sentido, é a representação do consumo de batatas na Europa medieval sendo que elas só poderiam estar disponíveis aos europeus após 1492, pois são originárias da América do Sul.

### Metacronismo
Em sua definição mais simples, um metacronismo, ou anacronismo "de hoje para ontem" ocorre quando um evento, texto, processo ou objeto histórico é situado em um contexto ou sob um ponto de vista posterior ao seu, ou quando expressões e termos do passado são utilizados na atualidade, sem considerar eventuais variações históricas em seus significados. Um metacronismo também pode ser definido como o uso de palavras modernas para descrever eventos históricos ou, dentro do contexto presente, o uso de objetos do passado hoje raros ou obsoletos.

### Alocronismo
Outra tipo de cronismo, sob uma perspectiva antropológica, é o alocronismo, um conceito criado pelo antropólogo alemão Johannes Fabian, que consiste na prática de estabelecer uma barreira temporal entre nós mesmos e o outro, empurrando o outro simbolicamente para um passado distante do nosso presente. Isso pode ser feito por meio de discursos e práticas que negam a contemporaneidade entre determinado grupo e o outro, ou seja, que negam a possibilidade de compartilharem o mesmo tempo. O alocronismo pode ser usado para perpetuar preconceitos e estereótipos sobre grupos sociais marginalizados, como os povos indígenas. Colocar essas populações como pertencentes a um "passado", mesmo estas estando no presente, negando-as o acesso a tecnologia e descaracterizando estas por utilizarem artefatos tecnológicos é uma forma de difundir o racismo através do alocronismo.

### Artigos científicos
- Barros, José d’Assunção (2017). «Os conceitos na história: considerações sobre o anacronismo». Ler História (71): 155–180. ISSN 0870-6182. doi:10.4000/lerhistoria.2930. Consultado em 15 de novembro de 2022
- Burke, Peter (2013). «O conceito de anacronismo de Petrarca a Poussin»
- Da Cruz, E.C.V. (2019). «Temporalidades, anacronismo e o ensino de História» (PDF)
- Faria, Daniel (2008). «Memórias póstumas de Camões. Ou, o anacronismo em três tempos.». ArtCultura: 58–72
- Flores, Maria Bernadete Ramos (2014). «Elogio do anacronismo: para os andróginos de Ismael Nery». Topoi. 15: 414-443. doi:10.1590/2237-101X015029002. Consultado em 23 de novembro de 2022
- Gonçalves, Bruno (27 de abril de 2022). «Os sentidos do anacronismo». História da Historiografia: International Journal of Theory and History of Historiography. 15 (38): 285-314. doi:10.15848/hh.v15i38.1829. Consultado em 7 de abril de 2022
- Kathiresan, Balasubramanian; Pushpanjali, S. (2017). «Post Modern Narration in Umberto Eco's The Name of the Rose». Shanlax International Journal of English. Consultado em 9 de novembro de 2022.
- Landweh, Achim; Winnerling, Tobias (2019). «Chronisms: on the past and future of the relation of times». Rethinking History (em inglês) (4): 435–455. ISSN 1364-2529. doi:10.1080/13642529.2019.1677294. Consultado em 30 de novembro de 2022
- Mateus, Samuel (2012). «A Querela dos Antigos e dos Modernos». Cultura. Revista de História e Teoria das Ideias (Vol. 29): 179–200. ISSN 0870-4546. doi:10.4000/cultura.1124. Consultado em 4 de outubro de 2022
- Most, Glenn W. (31 de dezembro de 2004).  Danneberg, Lutz; Kablitz, Andreas; Schmidt-Biggemann, Wilhelm; Thomé, Horst; Vollhardt, Friedrich, eds. «Anachronisms». De Gruyter: 294–297. ISBN 978-3-11-242222-9. doi:10.1515/9783112422229-017. Consultado em 9 de novembro de 2022
- Ramos, Pedro (2017). «Arte contemporânea e anacronismo». Pensando-Revista de Filosofia (16): 209-219. Consultado em 18 de outubro de 2022
- Rubin, Miri (1 de fevereiro de 2017). «Presentism's Useful Anachronisms*». Past & Present (em inglês) (1): 236–244. ISSN 0031-2746. doi:10.1093/pastj/gtw057. Consultado em 9 de novembro de 2022
- Teixeira, Fernando Sousa (2018). «A Síntese Histórica e o Papel do Historiador na Perspectiva Metódica de Langlois & Seignobos»: 34–55. ISSN 2179-6386. Consultado em 22 de agosto de 2022

### Livros e capítulos
- Bergs, Alexander (30 de março de 2012). «The Uniformitarian Principle and the Risk of Anachronisms in Language and Social History». In:  Hernández‐Campoy, Juan Manuel; Conde‐Silvestre, Juan Camilo. The Handbook of Historical Sociolinguistics (em inglês). [S.l.]: Wiley. pp. 80–98. ISBN 978-1-4051-9068-8. doi:10.1002/9781118257227.ch5. Consultado em 23 de novembro de 2022
- Bloch, Marc (2001). Apologia da História ou O Ofício do Historiador (PDF). São Paulo: Zahar
- Fabian, Johannes (2013). Como a Antropologia Estabelece Seu Objeto. Rio de Janeiro: Vozes
- Febvre, Lucien (2009). O problema da incredulidade no século XIV. São Paulo: Companhia das Letras
- Ginzburg, Carlo (2002). Relações de força: história, retórica, prova. São Paulo: Companhia das Letras. 192 páginas. ISBN 9788535902754
- Koselleck, Reinhart (2006). Futuro passado: contribuição á semântica dos tempos históricos (PDF). Rio de Janeiro: Puc-Rio. pp. 21–39. ISBN 85-85910-83-6
- Schiffman, Zachary Sayre (2011). The birth of the past. Baltimore: Johns Hopkins University Press. p. 144. OCLC 794700408
- Loraux, Nicole. Elogio do anacronismo. In: Novaes, Adauto (org.). Tempo e história. São Paulo: Secretaria Municipal de Cultura, Companhia das Letras, 1992. p. 57-70.

### Páginas Web
- Ramalho, Walderez (29 de junho de 2022). Alocronismo - Por Walderez Ramalho. Atualizando: Historicidades Plurais.  Em cena em 6:23. Consultado em 16 de agosto de 2023